# Chryse
Chryse  è una caratteristica di albedo della superficie di Marte.